# تپه کاروانه
تپه کاروانه مربوط به دوران پیش از تاریخ ایران باستان تا دوران‌های تاریخی پس از اسلام است و در شهرستان رزن، روستای کاروانه واقع شده و این اثر در تاریخ ۱۷ خرداد ۱۳۷۸ با شمارهٔ ثبت ۲۳۴۸ به‌عنوان یکی از آثار ملی ایران به ثبت رسیده است.